# Acmaeodera vernalis
Acmaeodera vernalis är en skalbaggsart som beskrevs av Barr 1972. Acmaeodera vernalis ingår i släktet Acmaeodera och familjen praktbaggar. Inga underarter finns listade i Catalogue of Life.